# Município de Fins Creek
Localização da Carolina do Norte nos E.U.A.
O município de Fins Creek (em inglês: Fins Creek Township) é um município localizado no  condado de Haywood no estado estadounidense da Carolina do Norte. No ano 2010 tinha uma população de 1.266 habitantes.

## Geografia
O município de Fins Creek encontra-se localizado nas coordenadas 35° 40′ 53,37″ N, 82° 57′ 35,51″ O.